# Otova
Otova (音羽町, Otova csó) város Honshu városközpont közelében, Aicsi prefektúra Hoi körzetében, Japánban található.
2005. szeptember 1-jén a város népessége 8827 fő, népsűrűsége 297,71 fő volt négyzetkilométerenként. Teljes területe 29,65 km².

## Közigazgatás

### Polgármesterek

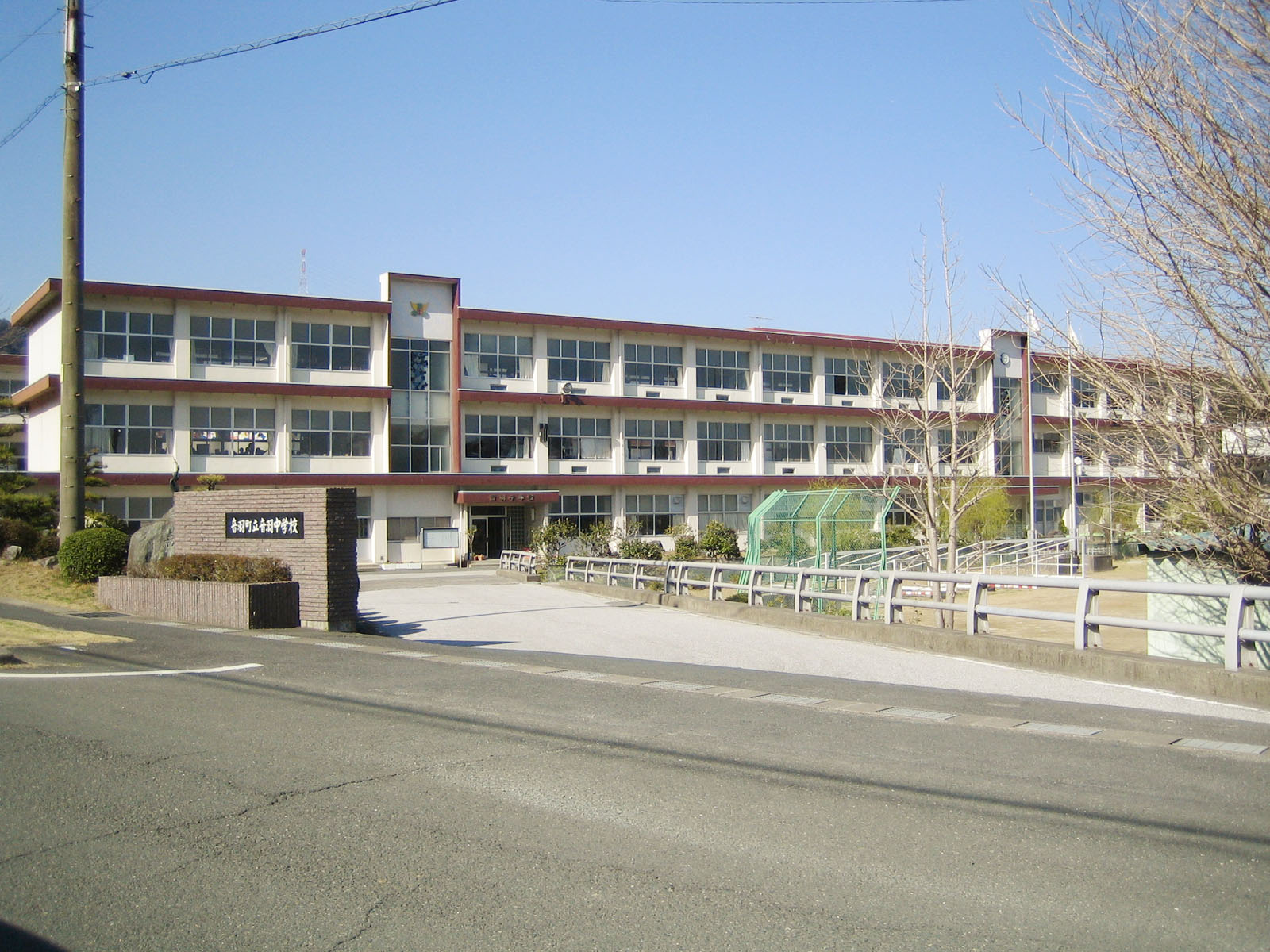
Az otovai előkészítő iskola

| #     | Név                 | Kandzsi     | Hivatalba lépése  | Távozása           |
| 1     | Vatanabe Rjúdzsi    | 渡邊 隆次   | 1955. április 30. | 1959. április 29.  |
| 2     | Szakakibara Buntaró | 榊原 文太郎 | 1959. április 30. | 1962. június 10.   |
| 3     | Uebajasi Tahé       | 上林 多兵惠 | 1962. július 29.  | 1963. december 18. |
| 4     | Iyoda Isamu         | 伊與田 勇   | 1964. január 21.  | 1968. január 20.   |
| 5-8   | Horiucsi Sigeaki    | 堀内 重昭   | 1968. január 21.  | 1984. január 20.   |
| 9-12  | Nakamori Kóicsi     | 中森 幸一   | 1984. január 21.  | 2000. január 20.   |
| 13-14 | Ucuno Takesi        | 宇都野 武   | 2000. január 21.  | hivatalban         |

Ryuo in Shiga Prefecture.png

## Oktatás
Három általános és egy előkészítő iskola van a városban.